# Rumble Fish (roman)
Rumble Fish är en bok från 1975 författad av S.E. Hinton, som handlar om en pojke som blir avstängd från sin skola. Den utkom i svensk översättning 1990.
Boken filmatiserades 1983 av Francis Ford Coppola.